# (33416) 1999 CW101
1999 CW101 (asteroide 33416) é um asteroide da cintura principal. Possui uma excentricidade de 0.21855460 e uma inclinação de 5.50891º.
Este asteroide foi descoberto no dia 10 de fevereiro de 1999 por LINEAR em Socorro.